# Eufriesea aridicola
Eufriesea aridicola är en biart som först beskrevs av Moure, Neves och Viana 2001.  Eufriesea aridicola ingår i släktet Eufriesea, tribus orkidébin, och familjen långtungebin. Inga underarter finns listade.